# サバービコン 仮面を被った街
『サバービコン 仮面を被った街』（原題: Suburbicon）は、2017年にアメリカ合衆国で公開されたブラック・コメディ映画。監督はジョージ・クルーニー、主演はマット・デイモンが務めた。なお、本作の日本語字幕は野崎文子が担当している。
本作は第74回ヴェネツィア国際映画祭のコンペティション部門に出品された。

## ストーリー
1959年。
サバービコンは閑静な新興住宅地として知られており、住民たちは絵に描いたように幸福な生活を送っていた。そんなある日、ロッジ家の隣にアフリカ系アメリカ人の一家が引っ越してきた。たちまち街は不穏な空気に包まれ、彼らの家の周囲を壁で囲んで目隠しをする運動まで始まる。サバービコンは、白人至上主義者が大半を占める街だったのだ。しかし、交通事故で車椅子生活となっていたロッジ家の家長ローズは異なり、息子のニッキーに、隣人の少年と仲良くするように仕向ける。
ある夜、ニッキーは父親のガードナー（ローズの夫）に起こされる。2人の強盗がロッジ家に押し入ったのだ。強盜は一家全員と、たまたま一緒に居たローズの双子の妹であるマーガレットを縛り上げて、クロロホルムで気絶をさせる。ニッキーとガードナー、マーガレットは助かるが、ローズだけは過剰摂取で死亡した。その後、ニッキーの面倒をみるという名目で、マーガレットが一緒に住み始める。しかし、マーガレットは自分の髪を殺されたローズと同じ色に染め、挙句にローズの夫であったガードナーと夫婦同然の振る舞いを始める。
そんなある日、ガードナーとマーガレットは、警察からローズ殺害犯の確認を求められる。容疑者の中に犯人2人が居たにもかかわらず、なぜか「強盗はこの人たちではない」と証言した。これを見ていて違和感をおぼえたニッキーにガードナーは、「すべては事故だったのだ」と言い含めようとする。そんな父親と、そのガードナーの妻のように振る舞うマーガレットに、ニッキーの不信は日に日に深まる。
さらにある日、ガードナーの留守中に、バド・クーパーという保険調査員がロッジ家を訪れた。ローズには多額の死亡保険金が掛けられていた。しかも、ローズが交通事故にあった際にもガードナーは、多額の保険金を受け取っていた。これらの事からローズの死に不信を抱いたクーパーの巧みな話術に、マーガレットはぼろを出す。真実は、ガードナーとマーガレットの策により、ローズは強盜に殺されていたのだ。ガードナーとマーガレットは敬虔な博愛主義者のローズに嫌気がさしており、同じ考えの2人で海外逃亡を夢見ていた。その事を見抜かれて動揺するマーガレットにクーパーは、夜にまたガードナーと話をしに来ると言って引き揚げていった。
同じ日のその頃、ガードナーに雇われた強盜は報酬の踏み倒しを怖れて催促するが埒が明かず、裏切られたと思ってニッキーとマーガレットの殺害を計画する。
その夜、ロッジ家の隣には白人至上主義の住民が集まり、警官隊と一触即発の状態にあった。そんな混乱を横目に、クーパーがガードナーを訪ねて来た。クーパーは、保険金殺人に目をつむる代わりに、保険金の全額を自分に讓れと要求する。諦めかけたガードナーだったが、早まったマーガレットが劇物を交ぜたコーヒーを飲んでクーパーが苦しみ出すと、とっさに近くにあった火かき棒で殺してしまう。ガードナーがクーパーの死体を処分しに出かけた後、「これで悪事が露見する心配がなくなった」と一旦は安堵するマーガレットだったが、クーパーとガードナーの会話を盗み聞きしていた人物がいたため、事態はさらなる展開を迎える事となった。

## キャスト
※括弧内は日本語吹替
- ガードナー・ロッジ - マット・デイモン（加瀬康之）
- ローズ / マーガレット - ジュリアン・ムーア（日野由利加）
- ニッキー・ロッジ - ノア・ジュープ（佐藤美由希）
- バド・クーパー - オスカー・アイザック（上田燿司）
- アイラ・スローン - グレン・フレシュラー（白熊寛嗣）
- ジューン - ミーガン・ファーガソン（英語版）
- ハイタワー - ジャック・コンレイ（英語版）（志村知幸）
- ミッチ - ゲイリー・バサラバ（遠藤純一）
- 服役囚 - マイケル・D・コーエン（英語版）
- デイジー・マイヤーズ - カリマー・ウェストブルック
- ウィリアム・マイヤーズ - リース・バーク
- アンディ・マイヤーズ - トニー・エスピノサ

なお、ジョシュ・ブローリンが出演したシーンは劇場公開版の編集過程で全部カットされた。

## 製作
コーエン兄弟は1986年の段階で本作の脚本を完成させていたが、その後長らく日の目を見ることはなかった。2005年、ジョージ・クルーニーが本作の映画化に着手し、自ら主役と監督を務める意向であると報じられた。
本作はペンシルベニア州 レヴィットタウンで実際に起きた、アフリカ系アメリカ人のマイヤーズ夫婦の事件が元になっている。
"レヴィットタウン"は、不動産開発者のウィリアム・レヴィット(もしくはレビット＆サンズ社)により、戦後アメリカ各地の郊外(サバービア)に開発された大規模な住宅コミュニティ(CDP)であり、マイヤーズ夫婦は1957年に、ペンシルベニアのこの地で住宅を購入した。しかし地域で初めてのアフリカ系アメリカ人居住者であった夫婦は、周辺住民から人種差別的迫害を受けた。住民の嫌がらせに降伏せず、訴訟を起こした夫婦は全米から称賛され、妻のデイジー・マイヤーズは"北のローザ・パークス(アメリカ公民権運動活動家)"と称えられた。
2015年12月8日、マット・デイモン、ジュリアン・ムーア、ジョシュ・ブローリンの出演が発表された。2016年5月、オスカー・アイザックとウディ・ハレルソンの出演が決まった。8月31日、ノア・ジュープとグレン・フレシュラーが本作に出演することになったという報道があった。9月27日、スケジュールの都合でハレルソンが降板することになったと報じられた。10月、本作の主要撮影がカリフォルニア州のフラートンで始まった。
作中のマーケットのシーンの撮影にはサンフェルナンド（サンフェルナンド・バレー内の一地区）に1940年代に建てられ現存していたJ.C.ペニーの旧店舗が用いられた。
劇中で使用される食パンのラベルなどの小道具は多くがeBayなどインターネットを通じて集められた。製作に必要な車両は150台以上にのぼり、これらの大量の車両はロケシーンにおいて現代的な看板などを隠す目的でも使用された。そのうち1957年型オールズモビルや1954年型シボレー・ベルエアなど主要な車両は劇中で破壊されたり損傷を受けたりすることから2台ずつ用意された。

## 公開・興行収入
2017年9月2日、本作は第74回ヴェネツィア国際映画祭でプレミアを迎えた。8日にはスペシャル・プレゼンテーションに出品されていた第42回トロント国際映画祭での上映が行われた。
本作は『アメリカン・ソルジャー』と『ジグソウ:ソウ・レガシー』と同じ週に封切られ、公開初週末に800万ドルを稼ぎ出すと予想されていたが、実際の数字はそれを下回るものとなった。2017年10月27日、本作は全米2046館で封切られ、公開初週末に284万ドルを稼ぎだし、週末興行収入ランキング初登場9位となった。

## 評価
本作に対する批評家の評価は芳しいものではない。映画批評集積サイトのRotten Tomatoesには144件のレビューがあり、批評家支持率は26%、平均点は10点満点で4.9点となっている。サイト側による批評家の見解の要約は「ジョージ・クルーニー監督にとって『サバービコン 仮面を被った街』は残念な失敗作となった。同作は社会風刺、人種差別への言及、殺人ミステリという3つの要素をうまく捌こうとしたのだが、出来上がったのは3つのごった煮だった。」となっている。また、Metacriticには39件のレビューがあり、加重平均値は43/100となっている。なお、本作のCinemaScoreはD-となっている。